# Agustín Fontana
Cristian Agustín Fontana (Lomas de Zamora, Buenos Aires, Argentina, 11 de junio de 1996) es un futbolista argentino que juega como delantero centro y su equipo actual es el Estudiantes de Río Cuarto de la Primera Nacional de Argentina.

## Trayectoria
Surgido en C. A. Banfield, Fontana fichó con River Plate en 2021. Fue cedido a Defensa y Justicia en 2022. A su regreso el director técnico Martín Demichelis lo descartó para el equipo de 2023, pero el jugador permaneció en los entrenamientos.

## Estadísticas
- Actualizado hasta el 19 de agosto de 2025.

| Banfield Argentina | 1.ª                 | 2014                | 1  | 0 | 0  | 0 | - | - | 1   | 0  | 0,00 |
| Banfield Argentina | 1.ª                 | 2015                | 1  | 0 | 0  | 0 | - | - | 1   | 0  | 0,00 |
| Banfield Argentina | 1.ª                 | 2016                | 1  | 0 | 0  | 0 | - | - | 1   | 0  | 0,00 |
| Banfield Argentina | 1.ª                 | 2016-17             | 5  | 0 | 0  | 0 | 0 | 0 | 5   | 0  | 0,00 |
| Banfield Argentina | 1.ª                 | 2017-18             | 3  | 0 | 0  | 0 | 0 | 0 | 3   | 0  | 0,00 |
| Banfield Argentina | 1.ª                 | 2018-19             | 6  | 3 | 0  | 0 | 1 | 0 | 7   | 3  | 0,42 |
| Banfield Argentina | 1.ª                 | 2019-20             | 11 | 1 | 0  | 0 | - | - | 11  | 1  | 0,09 |
| Banfield Argentina | 1.ª                 | 2020                | -  | - | 12 | 5 | - | - | 12  | 5  | 0,41 |
| Banfield Argentina | Total club          | Total club          | 28 | 4 | 12 | 5 | 1 | 0 | 41  | 9  | 0,21 |
| River Plate Argentina | 1.ª                 | 2021                | 6  | 0 | 6  | 0 | 3 | 0 | 15  | 0  | 0,00 |
| River Plate Argentina | Total club          | Total club          | 6  | 0 | 6  | 0 | 3 | 0 | 15  | 0  | 0,00 |
| Defensa y Justicia Argentina | 1.ª                 | 2022                | 10 | 0 | 16 | 1 | 5 | 1 | 31  | 2  | 0,06 |
| Defensa y Justicia Argentina | Total club          | Total club          | 10 | 0 | 16 | 1 | 5 | 1 | 31  | 2  | 0,06 |
| Sarmiento (J) Argentina | 1.ª                 | 2023                | -  | - | 11 | 1 | - | - | 11  | 1  | 0,09 |
| Sarmiento (J) Argentina | 1.ª                 | 2024                | 3  | 1 | 9  | 0 | - | - | 12  | 1  | 0,08 |
| Sarmiento (J) Argentina | Total club          | Total club          | 3  | 1 | 20 | 1 | 0 | 0 | 23  | 2  | 0,08 |
| Águilas Doradas · Colombia | 1.ª                 | 2024                | 6  | 0 | 0  | 0 | - | - | 6   | 0  | 0,00 |
| Águilas Doradas · Colombia | Total club          | Total club          | 6  | 0 | 0  | 0 | 0 | 0 | 6   | 0  | 0,00 |
| Estudiantes (RC) Argentina | 2.ª                 | 2025                | 16 | 3 | -  | - | - | - | 16  | 3  | 0,18 |
| Estudiantes (RC) Argentina | Total club          | Total club          | 16 | 3 | 0  | 0 | 0 | 0 | 16  | 3  | 0,18 |
| Total en su carrera | Total en su carrera | Total en su carrera | 69 | 8 | 54 | 7 | 9 | 1 | 132 | 16 | 0,12 |
| (1) Las copas nacionales se refiere a la Copa Argentina, la Liguilla Pre-Sudamericana, la Copa de la Liga Profesional y la Copa Colombia. (2) Las copas internacionales se refiere a la Copa Sudamericana y la Copa Libertadores. (3) Media de goles por encuentro. No incluye goles en partidos amistosos. |                     |                     |    |   |    |   |   |   |     |    |      |

## Palmarés

### Campeonatos nacionales
| Título              | Club        | Sede                | Año  |
| ------------------- | ----------- | ------------------- | ---- |
| Supercopa Argentina | River Plate | Santiago del Estero | 2019 |
| Primera División    | River Plate | Buenos Aires        | 2021 |
| Trofeo de Campeones | River Plate | Santiago del Estero | 2021 |